# ROKS Sinseong
Le ROKS Sinseong (PCC-783) est une corvette de classe Pohang de la marine de la république de Corée.

## Conception
La classe Pohang est une série de corvettes construites par différentes entreprises de construction navale sud-coréennes. La classe se compose de 24 navires et certains, après leur déclassement, ont été vendus ou donnés à d'autres pays. Il existe cinq types différents dans la classe, du lot II au lot VI.

## Historique
Le ROKS Sinseong (PCC-783) a été construit par Hanjin Heavy Industries et lancé le 8 octobre 1991. Le navire a été mis en service le 28 mars 1992.
Il a participé en mars 2007 à l’exercice Foal Eagle 2007 en mer de Chine méridionale. Plus de 4 400 marins et marines des États-Unis et de la république de Corée ont participé cette année-là à l’exercice Foal Eagle, un exercice combiné et interarmées annuel afin de soutenir la république de Corée contre toute agression extérieure tout en améliorant l’état de préparation au combat de la république de Corée et des États-Unis grâce à l’interopérabilité interarmées de forces combinées. L’USS Essex (LHD-2), le seul navire d'assaut amphibie polyvalent déployé par la marine américaine, a navigué avec la Foal Eagle Amphibious Task Force, opérant au large de la côte ouest de la Corée. Le ROKS Sinsung a patrouillé au large alors qu’une vague d’hélicoptères du Corps des Marines des États-Unis a survolé la ville, lors d’un assaut simulé sur la plage de Manripo, en Corée du Sud.

## Galerie

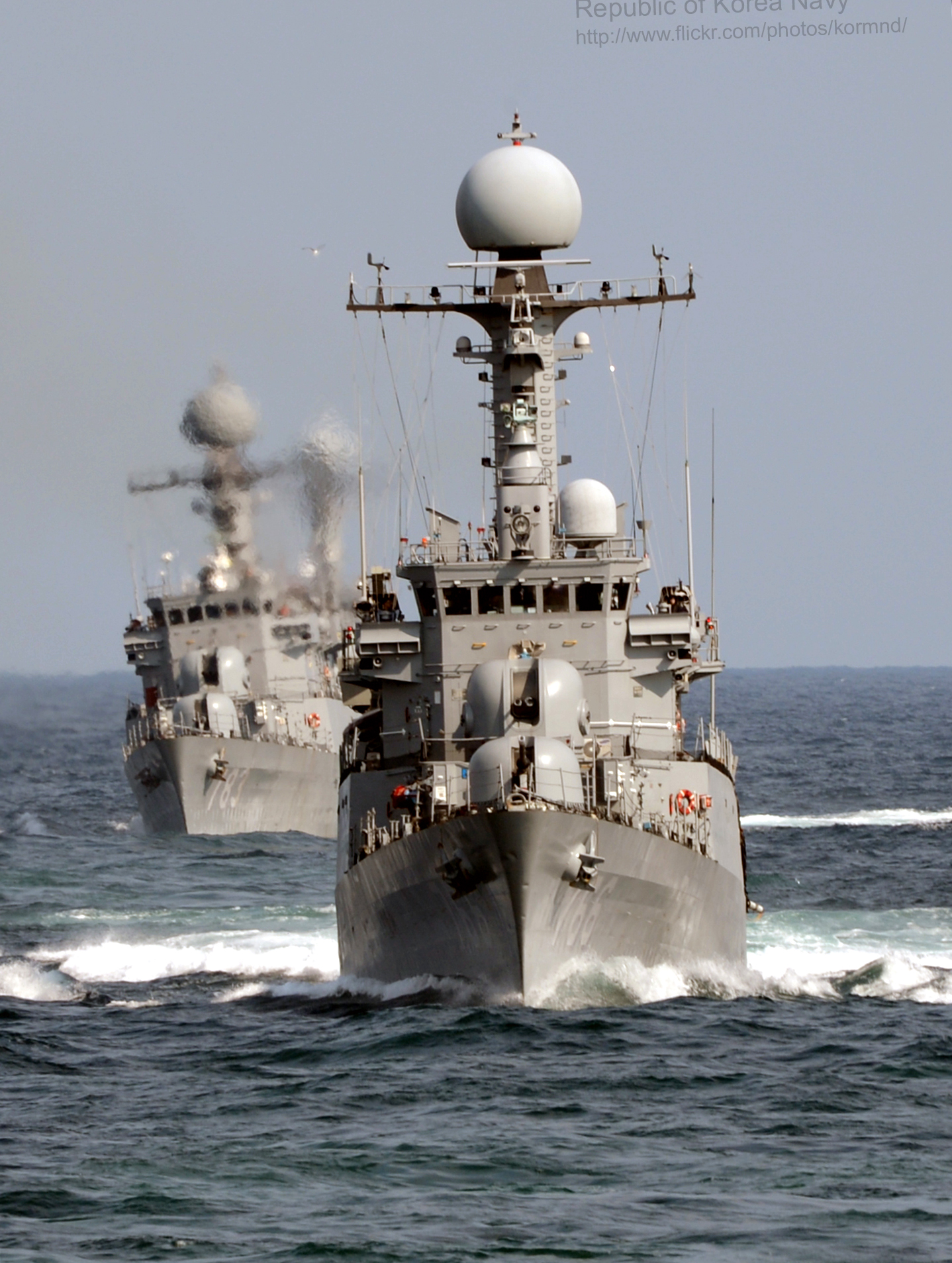
Le ROKS Sinseong le 2 octobre 2012
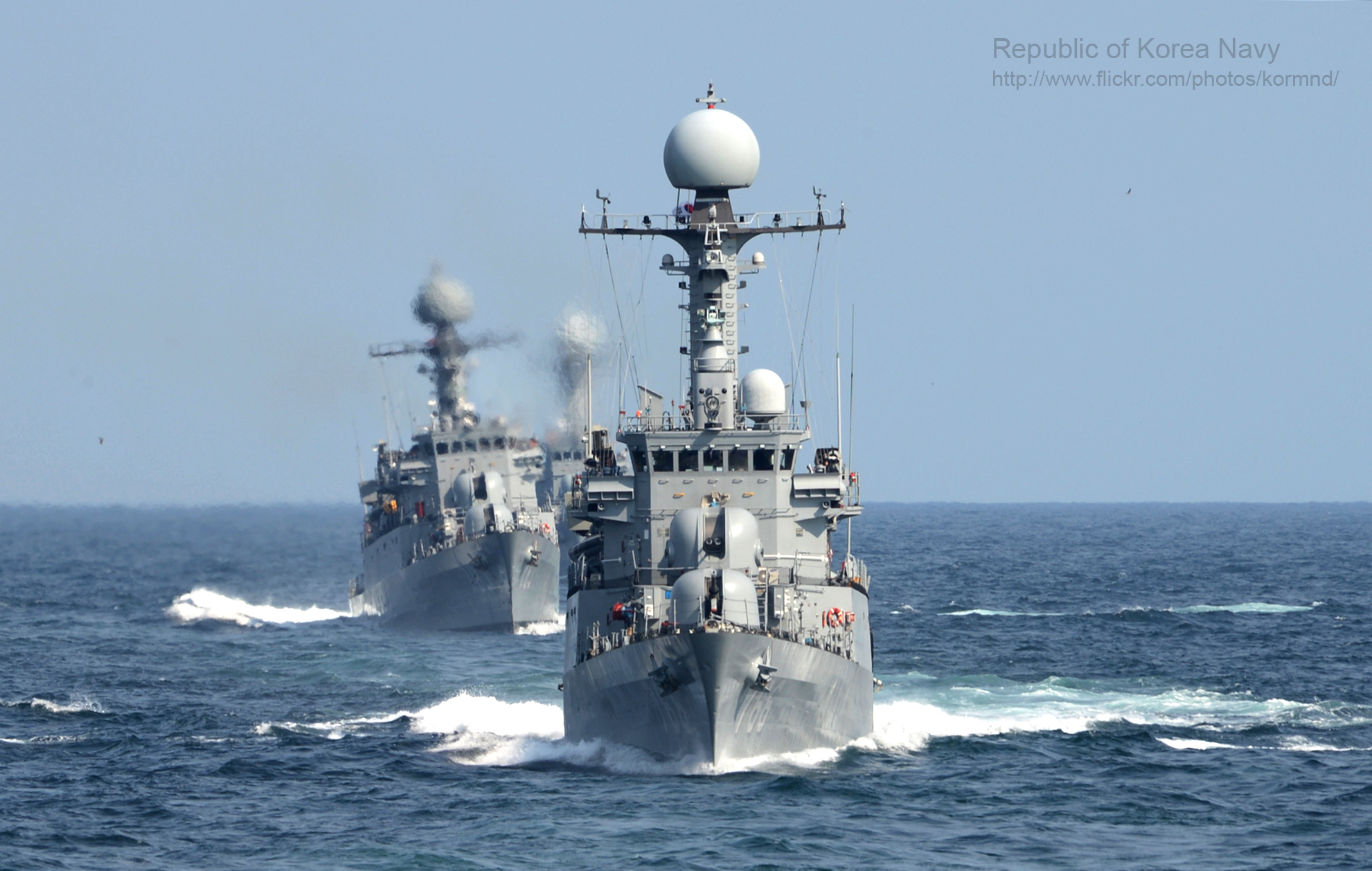
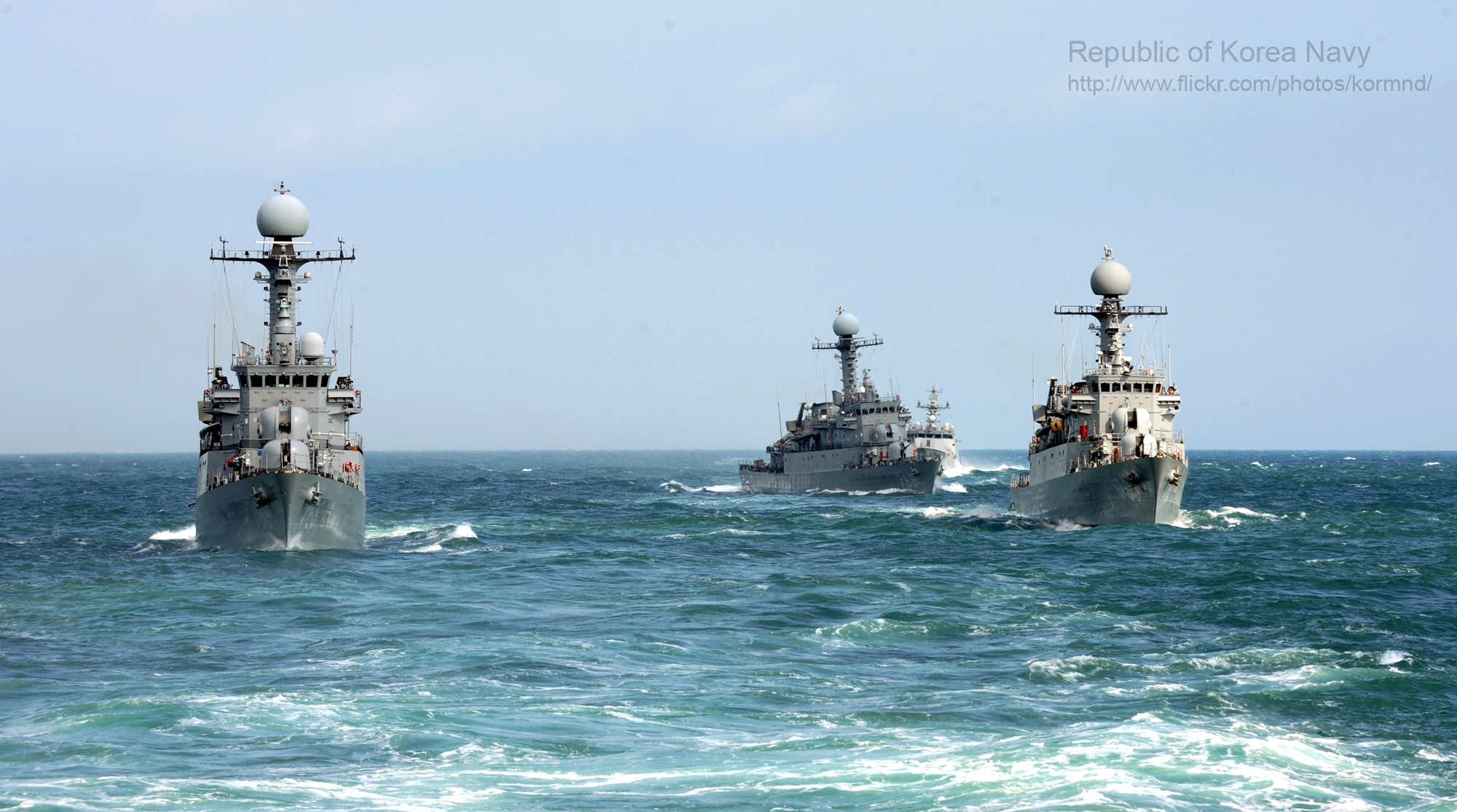
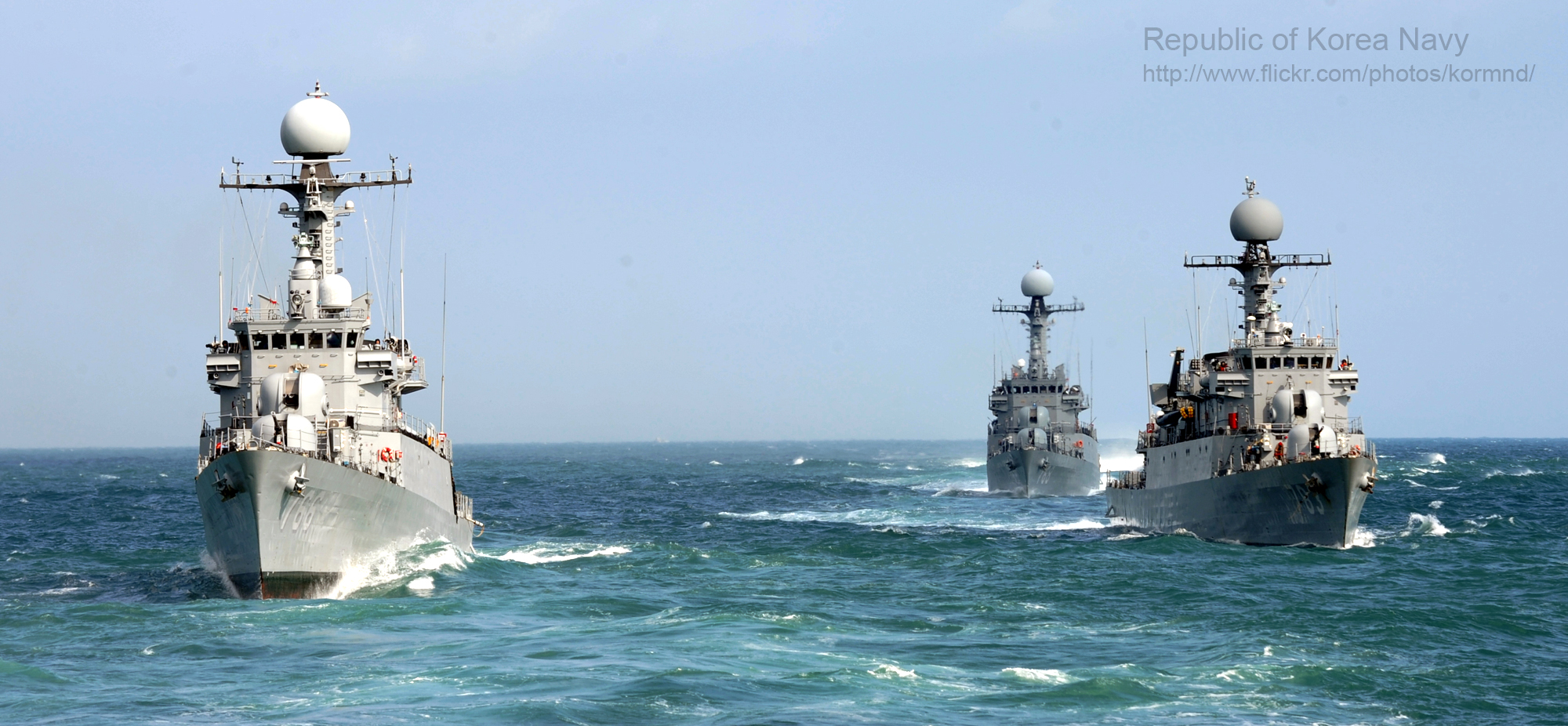